# Глинский, Василий Львович
Васи́лий Льво́вич Гли́нский по прозвищу Тёмный или Слепой (около 1465 — 1515) — князь из рода Глинских, дед Ивана IV Васильевича Грозного по материнской линии, отец великой княгини Елены Васильевны Глинской.

## Биография
Сын литовского вельможи князя Льва Борисовича Глинского.
Впервые упомянут в Актах литовской метрики, по поводу получения им и братьями дани с корчем и мытом (1482). Получил 7 локтей сукна с луцкого мыта (1488). Около этого же времени ездил послом в Золотую Орду от великого князя Александра. Будучи господарским дворянином, получил привелей на людей клевицких (1499).
Наместник василишский (май 1501), подстолий литовский (сентябрь 1502—1507). Получил подтверждение на Заболотье в Василишском повете, доставшееся ему от василишского боярина Романа Путятича (сентябрь 1502). Пожалован с. Лососино в Слонимском повете после князя Михаила Тверского (1504). Наместник слонимский (1505—1506), староста берестейский (1506—1507). Король Сигизмунд подтвердил за ним уряды старосты и ключника Брестского (январь 1507) и продолжал носить звание подстолия. Владел Лососином в Слонимском повете и другими имениями.
Поддержал своего младшего брата Михаила, поднявшего мятеж против центральной власти, послан воевать Овруч и Житомир, но неудачно (1507—1508). После поражения вместе с другими мятежниками перебрался в Москву и с братом Михаилом пожалован г. Медынь (осень 1508). Литовские его имения были конфискованы и отданы: Заболотье — Нарбутовичу, а Лососино — князю Чарторыйскому. Крымский хан Менгли-Герей, по просьбе князя Василия Львовича прислал к нему врача для лечения «очной» (глазной) болезни (1509).

## Семья
От жены Анны Якшич имел сыновей:
- Юрий Васильевич
- Василий Васильевич
- Михаил Васильевич

Трёх дочерей:
- Анастасия Васильевна.
- Мария Васильевна — жена князя Ивана Даниловича Хомяка-Пенькина,
- Елена Васильевна — 2-я жена великого князя Василия III, мать Ивана Грозного[5][6].

Прозвище «Тёмный» («слепой») получил из-за проблем со зрением (не путать с великим князем московским Василием II).